# Marina di Spoleto
Marina di Spoleto, al secolo Vallarina Petrucciani (Spoleto, 1250? – Spoleto, 18 giugno 1301?), è stata una monaca agostiniana, ricordata il giorno 18 giugno come beata.

## Biografia
Vallarina Petrucciani nacque presumibilmente a Spoleto intorno al 1250, ma della sua infanzia si sa ben poco. Documenti storici la danno comunque consacrata suora, in età giovane, intorno al 1265, con il nome di suor Marina.
Frequentò l'allora convento Santa Maria della Stella di Spoleto, presso le monache agostiniane.
Ben presto però lei e le sue consorelle si distaccarono da esso intorno al 1273, per andare ad aiutare permanentemente le Monache clarisse nella cura degli ammalati dell'antico ospedale San Matteo che diede il nome anche al borgo storico, oggi chiamato Borgaccio.
Qui fondarono una comunità di preghiera monacale femminile, basata sulla regola agostiniana.
Suor Marina vi restò in preghiera per quasi trent'anni, fino alla sua morte, avvenuta presumibilmente tra l'anno 1300 e 1302, che avvenne durante un suo ritiro spirituale presso il vicino Monastero di San Ponziano, alla periferia est di Spoleto. La tradizione vuole che, al momento della sua morte, un raggio di sole luminosissimo penetrò dalla finestra della sua cella di preghiera.

## Culto
Il suo corpo rimase abbastanza incorrotto nel tempo, secondo le ricognizioni e da successive traslazioni che furono effettuate sia nel 1471 che nel 1548, sempre presso il Monastero di San Ponziano. Nel 1639 avvenne l'ultima ricognizione delle reliquie, quindi definitivamente sigillate, dove tuttora giacciono, presso il Monastero stesso.
Per la sua incessante dedizione alla cura dei malati, iniziò per lei un processo di beatificazione. 

Essendo tuttora priva di un culto ufficiale riconosciuto dalla Chiesa cattolica, la sua ricorrenza del 18 giugno si affiancò quindi a quella dell'omonima Santa Marina di Bitinia († 750 circa).